# Віндзор (Нью-Гемпшир)
Віндзор (англ. Windsor) — місто (англ. town) в США, в окрузі Гіллсборо штату Нью-Гемпшир. Населення — 262 особи (2020).

## Демографія
Згідно з переписом 2010 року, у місті мешкали 224 особи в 83 домогосподарствах у складі 64 родин. Було 137 помешкань
Расовий склад населення:
| - 96,0 % — білих - 0,4 % — чорних або афроамериканців - 0,4 % — азіатів |

До двох чи більше рас належало 3,1 %. Частка іспаномовних становила 2,2 % від усіх жителів.
За віковим діапазоном населення розподілялося таким чином: 21,0 % — особи молодші 18 років, 68,7 % — особи у віці 18—64 років, 10,3 % — особи у віці 65 років та старші. Медіана віку мешканця становила 45,8 року. На 100 осіб жіночої статі у місті припадало 109,3 чоловіків;  на 100 жінок у віці від 18 років та старших — 113,3 чоловіків також старших 18 років.
Середній дохід на одне домашнє господарство  становив 80 889 доларів США (медіана — 59 167), а середній дохід на одну сім'ю — 89 582 долари (медіана — 70 625). Медіана доходів становила 38 125 доларів для чоловіків та 48 750 доларів для жінок. За межею бідності перебувало 7,1 % осіб, у тому числі 14,8 % дітей у віці до 18 років та 0,0 % осіб у віці 65 років та старших.
Цивільне працевлаштоване населення становило 98 осіб. Основні галузі зайнятості: освіта, охорона здоров'я та соціальна допомога — 20,4 %, виробництво — 15,3 %, роздрібна торгівля — 13,3 %, науковці, спеціалісти, менеджери — 12,2 %.